# Oxypoda procerula
Oxypoda procerula es una especie de escarabajo del género Oxypoda, familia Staphylinidae. Fue descrita científicamente por Mannerheim en 1830.
Se distribuye por Europa. Mide aproximadamente 3-3,8 milímetros de longitud. Habita en humedales.